# La Sauve
La Sauve è un comune francese di 1 462 abitanti situato nel dipartimento della Gironda nella regione della Nuova Aquitania.
Vi si trovano le rovine dell'Abbazia di La Sauve-Majeure, fondata nel 1079 da san Geraldo, interessante esempio di architettura romanica.

## Società

### Evoluzione demografica
Abitanti censiti